# Autolycus (kráter)

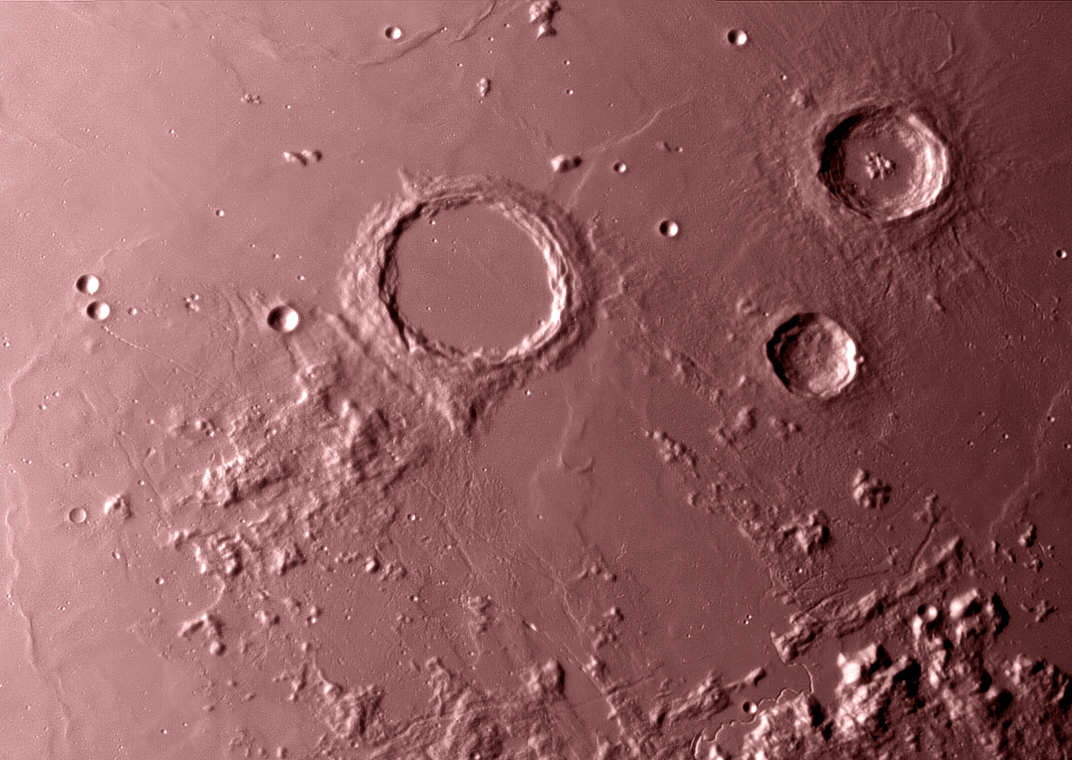
Kráter Aristillus (v pravém horním rohu fotografie), pod ním leží menší Autolycus a nalevo větší Archimedes.

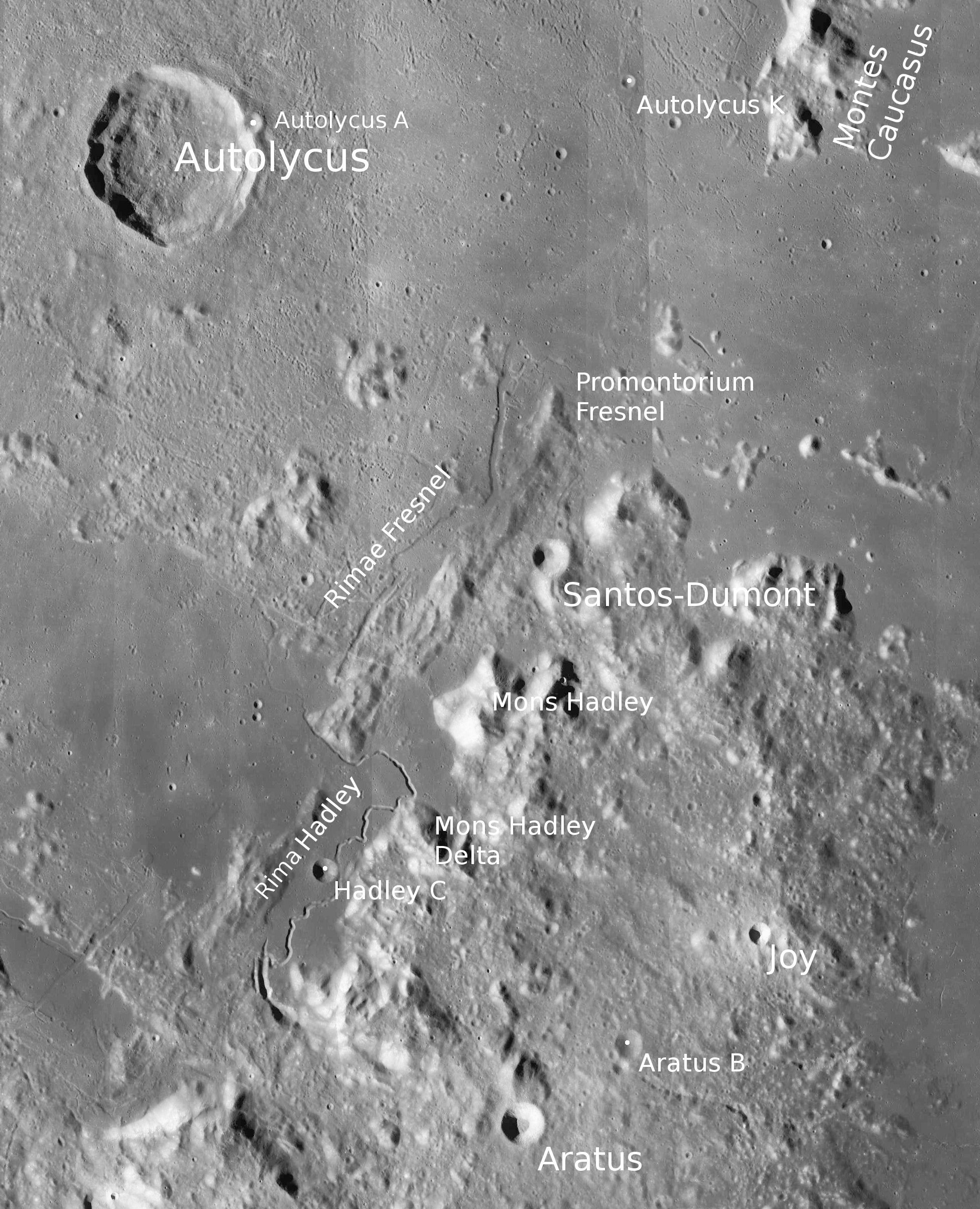
Poloha kráteru Autolycus.

Autolycus je měsíční impaktní kráter nacházející se ve východní části Mare Imbrium (Moře dešťů) blízko nultého poledníku. Severně leží větší kráter Aristillus (průměr 55 km) a západně ještě větší kráter Archimedes (průměr 83 km). Část moře severozápadně od kráteru se nazývá Sinus Lunicus (Záliv Luny). Kráter Autolycus má průměr 39 kilometrů a je hluboký cca 3,4 km. Pojmenován je podle řeckého astronoma a matematika Autolyka z Pitane.
Jižně se rozkládá zvrásněný terén a za ním měsíční planina zvaná Palus Putredinis (Bažina hniloby). Východně začíná jižní okraj pohoří Montes Caucasus (Kavkaz) tvořícího předěl mezi Mare Imbrium a Mare Serenitatis (Moře jasu).

## Luna 2
Do oblasti Mare Imbrium poblíž kráteru Autolycus (u jeho západního okraje) dopadla 13. září 1959 sovětská kosmická sonda Luna 2 (první sonda vyrobená člověkem, která dosáhla povrchu Měsíce).

## Satelitní krátery
V okolí kráteru se nachází několik sekundárních kráterů. Ty byly označeny podle zavedených zvyklostí jménem hlavního kráteru a velkým písmenem abecedy.
| Autolycus | Sel. šířka | Sel. délka | Průměr |
| --------- | ---------- | ---------- | ------ |
| A         | 30.9° S    | 2.2° V     | 4 km   |
| K         | 31.2° S    | 5.4° V     | 3 km   |